# Луций Марий Максим Перпетв Аврелиан
Луций Марий Максим Перпетв Аврелиан (лат. Lucius Marius Maximus Perpetuus Aurelianus) — римский государственный деятель и историк конца II века — начала III века.

## Биография
Его семья, возможно, происходила из Африки и не была сенаторской. Его отцом был прокуратор одной из галльских провинций Луций Марий Перпетв. У Максима был брат и племянник, которых звали так же, как и его отца. Кристиан Сеттипани считает, что его женой была Кассия Марциана, сестра известного историка Диона Кассия. Сыном Аврелиана был консул 232 года Луций Марий Максим.
Максим, предположительно, родился около 160 года. Его военная карьера началась в правление Марка Аврелия, когда он был военным трибуном XXII Первородного легиона. Между 178 и 180 годом он занимал аналогичную должность в III Италийском легионе. Во время правления Марка Аврелия Максим входил в состав коллегии из четырёх человек, ответственных за состояние дорог за пределами стен Рима. Около 182/183 года он находился на посту городского квестора, а затем был выдвинут кандидатом на должность народного трибуна.
Максим стал сенатором при Коммоде, войдя в состав сената в преторском ранге. Около 190 года он был куратором Латинской дороги, прежде чем стать куратором город Фавенция. В 193 году, когда Септимий Север захватил власть, Максим был легатом I Италийского легиона на Нижнем Дунае и принимал участие в кампании против Песценния Нигера. Тогда-то, между 193 и 196 годом он был начальником сводной армии из Мёзии и Византия.
В 197 году Марий Максим был начальником сводной армии из Мёзии и Лугдуна. Он сражался против Клодия Альбина в битве при Лугдуне, после чего был назначен легатом пропретором Белгики, которым был, вероятно, до 199 года. Возможно, в последний год своего наместничества Марий Максим находился на посту консула-суффекта (или в 200 году). После этого он был легатом пропретором Нижней Германии, а затем наместником Келесирии, вероятно, с 205 по 208 год.
Затем, в период с 213 по год 217, Марий Максим стал первым экс-консулом в римской истории, который последовательно занимал должность проконсула Африки и Азии. Хотя порядок нахождения на этих постах точно неясен, предположительно в 213/214 он управлял Африкой, а затем в 215—216 годах Азией. Кроме того, он занимал должность проконсула Азии в течение двух лет подряд, что также необычно. Возможно, он пользовался большим уважением со стороны тогдашнего императора Каракаллы.
Его карьера продолжалась после убийства Каракаллы, когда в 218 году он был назначен новым государем Макрином префектом Рима, которым он был до 219 года. В 223 году Марий Максим занимал должность ординарного консула вместе с Луцием Росцием Элианом Пакулом Сальвием Юлианом. Дальнейшая его биография неизвестна.

## Сочинение Мария Максима
Точно неизвестно, когда Марий Максим написал свою работу, по-видимому, озаглавленную им «Цезари», но, по-видимому, завершил её к концу своей карьеры. Она была задумана как продолжение «Жизни двенадцати цезарей» Светония, и, видимо, охватывала период правления следующих двенадцати императоров от Нервы до Гелиогабала. Как очевидец, который пережил по крайней мере правление семи этих государей, Максим описывать историю подобно своему современнику Диону Кассию, но он предпочел анекдотическую и, следовательно, легкомысленную форму биографии. Его сочинение критиковали Иероним Стридонский и Аммиан Марцеллин, а также анонимный авторы «Истории Августов», который, тем не менее, цитирует его прямо, по крайней мере 26 раз (по-видимому, в большинстве случаев ссылаясь на работу Максима или обобщая отрывки из его работы), но, очевидно, использовал его неоднократно и других местах, не говоря об этом прямо. По всей видимости, Марий Максим следовал Светонию, собирая сплетни, пикантные подробности частной жизни императоров, скандальные анекдоты. Он также цитировал письма, указы сената, но, кажется, придумал некоторые из них — практика, которую автор «Истории Августов» принял с огромным энтузиазмом. Однако его работа, должно быть, содержала много ценной информации. Рассказ «Истории Августов» об убийстве Гелиогабала, как считается, происходит из трудов Мария Максима.